# Staatsmeisterschaft von Piauí (Frauenfußball)
Die Staatsmeisterschaft von Piauí für Frauenfußball (portugiesisch Campeonato Piauiense de Futebol Feminino) ist die seit 2008 von der Federação de Futebol do Piauí (FFP) ausgetragene Vereinsmeisterschaft im Frauenfußball des Bundesstaates Piauí in Brasilien.
Die Staatsmeisterschaft wurde 2008 von der FFP etabliert um einen Teilnehmer für die in jenem Jahr erstmals ausgerichtete Copa do Brasil Feminino zu ermitteln. Seit 2017 wird über sie auch die Qualifikation zur nationalen brasilianischen Meisterschaft entschieden, zuerst für deren zweite Liga (Série A2) und seit 2021 für die dritte Liga (Série A3). Der Wettbewerb firmiert alternativ auch unter der Bezeichnung Copa Piauí de Futebol Feminino.

## Meisterschaftshistorie

### Ehrentafel der Gewinner
| 0        | |
| 10 Titel | SE Tiradentes (Teresina)                                                                                             |
| 01 Titel | EC Flamengo (Teresina) SE Picos (Picos) Abelhas Rainhas (Picos) Teresina AC (Teresina) Atlético Piauiense (Teresina) |

### Chronologie der Meister
| Saison | Meister                                              | Vizemeister                                          | Torschützenkönigin                                                                  |       |
| ------ | ---------------------------------------------------- | ---------------------------------------------------- | ----------------------------------------------------------------------------------- | ----- |
| 2008   | SE Tiradentes                                        | ?                                                    | ?                                                                                   |       |
| 2009   | SE Tiradentes                                        | ?                                                    | ?                                                                                   |       |
| 2010   | SE Tiradentes                                        | ?                                                    | ?                                                                                   |       |
| 2011   | EC Flamengo                                          | ?                                                    | ?                                                                                   |       |
| 2012   | SE Tiradentes                                        | Ríver AC                                             | ?                                                                                   | [ 1 ] |
| 2013   | SE Picos                                             | ?                                                    | ?                                                                                   |       |
| 2014   | Abelhas Rainhas                                      | ?                                                    | ?                                                                                   | [ 2 ] |
| 2015   | SE Tiradentes                                        | AE São Paulo                                         | Maga (SE Tiradentes; 3) Valéria (AE São Paulo; 3)                                   | [ 3 ] |
| 2016   | Meisterschaft nicht ausgetragen.                     | Meisterschaft nicht ausgetragen.                     | Meisterschaft nicht ausgetragen.                                                    |       |
| 2017   | SE Tiradentes                                        | Abelhas Rainhas                                      | Kelle (SE Tiradentes; 9) Ferrer (Abelhas Rainhas; 9) Marcilene (Abelhas Rainhas; 9) | [ 4 ] |
| 2018   | SE Tiradentes                                        | Teresina AC                                          | Rayssa (Teresina AC; 10)                                                            | [ 5 ] |
| 2019   | SE Tiradentes                                        | Teresina AC                                          | Eliene (SE Tiradentes; 6) Kedma (SE Tiradentes; 6)                                  |       |
| 2020   | Meisterschaft nicht ausgetragen (COVID-19-Pandemie). | Meisterschaft nicht ausgetragen (COVID-19-Pandemie). | Meisterschaft nicht ausgetragen (COVID-19-Pandemie).                                |       |
| 2021   | Teresina AC                                          | Abelhas Rainhas                                      | Raylanne (Teresina AC; 9)                                                           | [ 6 ] |
| 2022   | SE Tiradentes                                        | Piauí EC                                             | Aline Alencar (Piauí EC; 4)                                                         | [ 7 ] |
| 2023   | SE Tiradentes                                        | Abelhas Rainhas                                      | Carla (Abelhas Rainhas; 6)                                                          | [ 8 ] |
| 2024   | Atlético Piauiense                                   | SE Tiradentes                                        | Janiely (AE Skill Red; 11)                                                          | [ 9 ] |